# Iso Liesijärvi
Iso Liesijärvi eller Iso Liesjärvi är en sjö i Finland. Den ligger i kommunen Multia i landskapet Mellersta Finland, i den centrala delen av landet, 250 km norr om huvudstaden Helsingfors. Iso Liesijärvi ligger 151,9 meter över havet. Den är 2,8 meter djup. Arean är 1,33 kvadratkilometer och strandlinjen är 8,86 kilometer lång. Sjön  ingår i Kumo älvs huvudavrinningsområde.   I omgivningarna runt Iso Liesijärvi växer i huvudsak barrskog. Den sträcker sig 2,6 kilometer i nord-sydlig riktning, och 1,5 kilometer i öst-västlig riktning.
I övrigt finns följande i Iso Liesijärvi:
- Iso Mäntysaari (en ö)
- Pieni Mäntysaari (en ö)
- Kutumätäs (en ö)